# Chersotis
Chersotis is een geslacht van vlinders van de familie Uilen (Noctuidae), uit de onderfamilie Noctuinae.

## Soorten
- C. acutangula Staudinger, 1892
- C. alpestria Boisduval, 1837
- C. alpestris (Boisduval, 1837)
- C. anatolica (Draudt, 1936)
- C. andereggii (Boisduval, 1832)
- C. antigrapha Boursin, 1961
- C. binaloudi Brandt, 1941
- C. calorica Corti, 1930
- C. capnistis (Lederer, 1872)
- C. coelebs Smith, 1900
- C. cuprea (Denis & Schiffermüller, 1775)
- C. curvispina Boursin, 1961
- C. cyrnea (Spuler, 1908)
- C. delear Boursin, 1970
- C. deplanata (Eversmann, 1843)
- C. ebertorum Koçak, 1980
- C. electrographa Varga, 1990
- C. elegans (Eversmann, 1837)
- C. fimbriola (Esper, 1803)
- C. firdusii Schwingenschuss, 1936
- C. friedeli Pinker, 1974
- C. glebosa Staudinger, 1899
- C. gratissima Corti, 1932
- C. griseivena Hampson, 1894
- C. hahni Christoph, 1885
- C. heydemanni Boursin, 1965
- C. illauta Draudt, 1936
- C. juncta Grote, 1878
- C. juvenis Staudinger, 1901
- C. kacem Le Cerf, 1933
- C. laeta (Rebel, 1904)

- C. larixia (Guenee, 1852)
- C. margaritacea (Villers, 1789)
- C. metagrapha Varga, 1975
- C. multangula (Hübner, 1803)
- C. nitens Brandt, 1941
- C. obnubila (Corti, 1926)
- C. obnubilia Corti, 1926
- C. ocellina (Denis & Schiffermüller, 1775)
- C. oreina Dufay, 1984
- C. pachnosa Varga, 1975
- C. poliogramma Hampson, 1903
- C. rattus Alphéraky, 1889
- C. rectangula (Denis & Schiffermüller, 1775)
- C. rungsi Boursin, 1944
- C. sarhada Brandt, 1941
- C. secreta Corti & Draudt, 1933
- C. semna Püngeler, 1906
- C. sordescens Staudinger, 1899
- C. stenographa Varga, 1979
- C. sterilis Brandt, 1938
- C. stridula (Hampson, 1903)
- C. transiens (Staudinger, 1897)
- C. vicina Corti, 1930
- C. zukowskyi (Draudt, 1936)